# Примейро де Агосто
Клубе Дешпортиво Примейро де Агосто (на португалски: Clube Desportivo Primeiro de Agosto, изговаря се Клуби Дешпортиву Примейру ди Агосту) или просто Примейро де Агосто е футболен клуб от град Луанда, столицата на Ангола.
Клубът е създаден през 1977 г. Клубните цветове са червено и черно. Първата си титла на Ангола Примейро печели през 1979 г. През 1998 г. достига финал в африканския турнир за Купата на носителите на национални купи, където губи от тунизийския
Етоал дьо Сахел.
Локо от Примейро де Агосто игра за националния отбор на Ангола на световното първенство през 2006 г.
Старши треньор на тима е руснака Виктор Бондаренко, а президент е Раул Хендрик.

## Успехи
- Шампион на Ангола(13)-1979, 1980, 1981, 1991, 1993, 1996, 1998, 1999, 2006, 2016, 2017, 2018, 2019
- Купа на Ангола(4)-1984, 1990, 1991, 2006
- Суперкупа на Ангола(6)-1991, 1992, 1997, 1998, 1999, 2000

## Стадион
Отборът играе домакинските си мачове на стадион Ещадио да Шидадела с максимален капацитет 60 000 зрители. На този стадион играят домакинските си мачове и отборите на Бенфика Луанда и Петро Атлетико.